# Koglwego
Los Koglwego son grupos de autodefensa de Burkina Faso creados inicialmente para luchar contra la inseguridad en las zonas rurales. El término que surge de la suma de las palabras en idioma mossi koglgo, "vigilar" y weogo, "bosque". Son especialmente activos en la llanura central del país habitada por la etnia mossi. En la actualidad estas milicias comunitarias se han extendido llegando a la capital, Uagadugú.  Están siendo utilizadas por el ejército de Burkina Faso para combatir a los grupos yihadistas de Burkina Faso y Malí. En los últimos años han sido señalados como responsables de problemas en la violencia intracomunitaria que aumentan en la zona, especialmente contra la etnia fulani muy estigmatizada en Burkina Faso.

## Historia
Los grupos de autodefensa "Koglwego" hicieron su aparición en el debate público de Burkina en 2014 ante el aumento de la inseguridad tras el inicio del conflicto en el Sahel a causa de los grupos yihadistas y el conflicto en el norte de Malí de 2012 y el sentimiento de impunidad de la población, especialmente en la zona central habitada por los Mossi. Se constituyeron como grupos de autodefensa inicialmente para evitar el robo de ganado.
Según un informe de 2018 realizado por la Action pour la sécurité humaine en Afrique, ante el aumento de la violencia en el Sahel y la proliferación de atentados por parte de los grupos yihadistas - entre ellos los de Uagadugú (2016), Uagadugú (2018), la población en general identifica a los Koglwego como garantía de seguridad comunitaria.

## Denuncias de abuso de violencia
El 2 de enero de 2018 se produjo lo que se ha conocido como la masacre de Yirgou en la que según fueron asesinadas 49 personas de la etnia fulani según cifras oficiales, más de 210 según el Colectivo contra la impunidad y la estigmatización de las comunidades.  El ataque ha sido atribuido a los grupos Koglwego que habrían actuado en represalia de un ataque yihadista producido el día anterior en el que un jefe local, su hijo y otras cuatro personas fueron asesinadas. Tras esta masacre se produjeron manifestaciones reclamando justicia para las víctimas y denunciar los abusos de las milicias asociadas a la etnia mossi.
La etnia fulani es acusada de nutrir las filas del Grupo de Apoyo al Islam y a los Musulmanes (JNIM) y el Estado Islámico del Gran Sáhara (ISGS).
El representante especial de la ONU para el Sahel, Mohamed Ibn Chambas, denunció a principios de 2020 que la región ha experimentado "un devastador aumento en los ataques terroristas contra objetivos civiles y militares" y cifró en más de 4.000 los muertos en 2019, una cifra que quintuplica los 770 que dejaron las acciones de los grupos terroristas en 2016.

## Filmografía
- Koglewogo Land  (2017) es un documental realizado por Ismaël Campoaré y Luc Damibia y producido por la asociación Semfilms. El documental se ha realizado tras una investigación durante dos años en 15 localidades de regiones de Burkina Faso.[9]